# Federal Reserve System
Federal Reserve System (även känt som Federal Reserve och informellt som Fed)  är USA:s centralbank och grundades genom ett kongressbeslut 1913. 
Högsta styrelsen är offentlig och politiskt tillsatt. USA:s kongress har satt upp tre huvudmål för Federal Reserve: Maximera sysselsättning, stabilisera priser samt att moderera långa räntor. Dess uppgifter har utökats över åren och idag, enligt Federal Reserves officiella dokumentation, inkluderar de att sköta USA:s penningpolitik, övervaka och reglera banker, bibehålla stabilitet i det finansiella systemet samt att erbjuda finansiella tjänster till banker och dylikt, den federala statsmakten och utländska offentliga institutioner. Federal Reserve bedriver också forskning om ekonomi och publicerar denna.
Federal Reserve är självständig federal myndighet vilket innebär att de inte är skyldiga att redovisa något inför kongressen eller presidenten annat än sina fattade beslut.  
Huvudkontoret återfinns främst i Marriner S. Eccles Federal Reserve Board Building men även i William McChesney Martin, Jr. Building i Washington, D.C.. Centralbankssystemets byggnader  övervakas av den egna polismyndigheten Federal Reserve Police.

## Regionala centralbanker
Det finns även tolv regionala centralbanker i USA. Dessa kallas Regional Federal Reserve Banks och ägs av dess medlemsbanker. För att en bank ska kunna få låna reserver av Federal Reserve krävs det att banken är medlemsbank i sin regionala centralbank. 
Den största regionala centralbanken är Federal Reserve Bank of New York som ligger på Liberty Street nummer 33, Manhattan. Den banken förvaltar mer guld och säkerheter än själva Federal Reserve och Fort Knox – cirka 1 130 miljarder kronor (160 miljarder dollar). Den största delen av tillgångarna är deponerade av utländska stater.
The Federal Reserve Bank of Boston är ansvarig för det första Federal Reserve-distriktet, vilket täcker merparten av Connecticut (utom sydvästra delen), Massachusetts, Maine, New Hampshire, Rhode Island och Vermont. Högkvarteret ligger i Federal Reserve Bank Building i Boston, Massachusetts. Dess kod är A1, vilket betyder att dollarsedlar från banken har bokstaven A.

### Distrikt

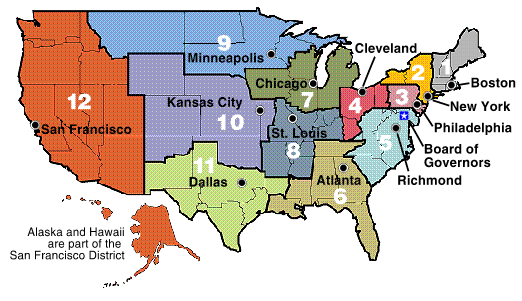
Federal Reserve Districts – de regionala centralbankernas områden.

Centralbanksdistrikten är förtecknade nedan med identitetsbokstav och dito siffra. Dessa används för att identifiera vilken bank som utfärdat vilken sedel. De 24 avdelningarna är ävenså förtecknade.
| Bank                                  | Bokstav | Nummer | Avdelningar                                                                                          | Chef               |
| ------------------------------------- | ------- | ------ | --- | ------------------ |
| Federal Reserve Bank of Boston        | A       | 1      | | Susan M. Collins   |
| Federal Reserve Bank of New York      | B       | 2      | | John C. Williams   |
| Federal Reserve Bank of Philadelphia  | C       | 3      | | Patrick T. Harker  |
| Federal Reserve Bank of Cleveland     | D       | 4      | Cincinnati, Ohio Pittsburgh, Pennsylvania                                                            | Loretta J. Mester  |
| Federal Reserve Bank of Richmond      | E       | 5      | Baltimore, Maryland Charlotte, North Carolina                                                        | Tom Barkin         |
| Federal Reserve Bank of Atlanta       | F       | 6      | Birmingham, Alabama Jacksonville, Florida Miami, Florida Nashville, Tennessee New Orleans, Louisiana | Raphael Bostic     |
| Federal Reserve Bank of Chicago       | G       | 7      | Detroit, Michigan                                                                                    | Austan Goolsbee    |
| Federal Reserve Bank of Saint Louis   | H       | 8      | Little Rock, Arkansas Louisville, Kentucky Memphis, Tennessee                                        | Alberto G. Musalem |
| Federal Reserve Bank of Minneapolis   | I       | 9      | Helena, Montana                                                                                      | Neel Kashkari      |
| Federal Reserve Bank of Kansas City   | J       | 10     | Denver, Colorado Oklahoma City, Oklahoma Omaha, Nebraska                                             | Jeffrey Schmid     |
| Federal Reserve Bank of Dallas        | K       | 11     | El Paso, Texas Houston, Texas San Antonio, Texas                                                     | Lorie K. Logan     |
| Federal Reserve Bank of San Francisco | L       | 12     | Los Angeles, Kalifornien Portland, Oregon Salt Lake City, Utah Seattle, Washington                   | Mary C. Daly       |

## Board of Governors

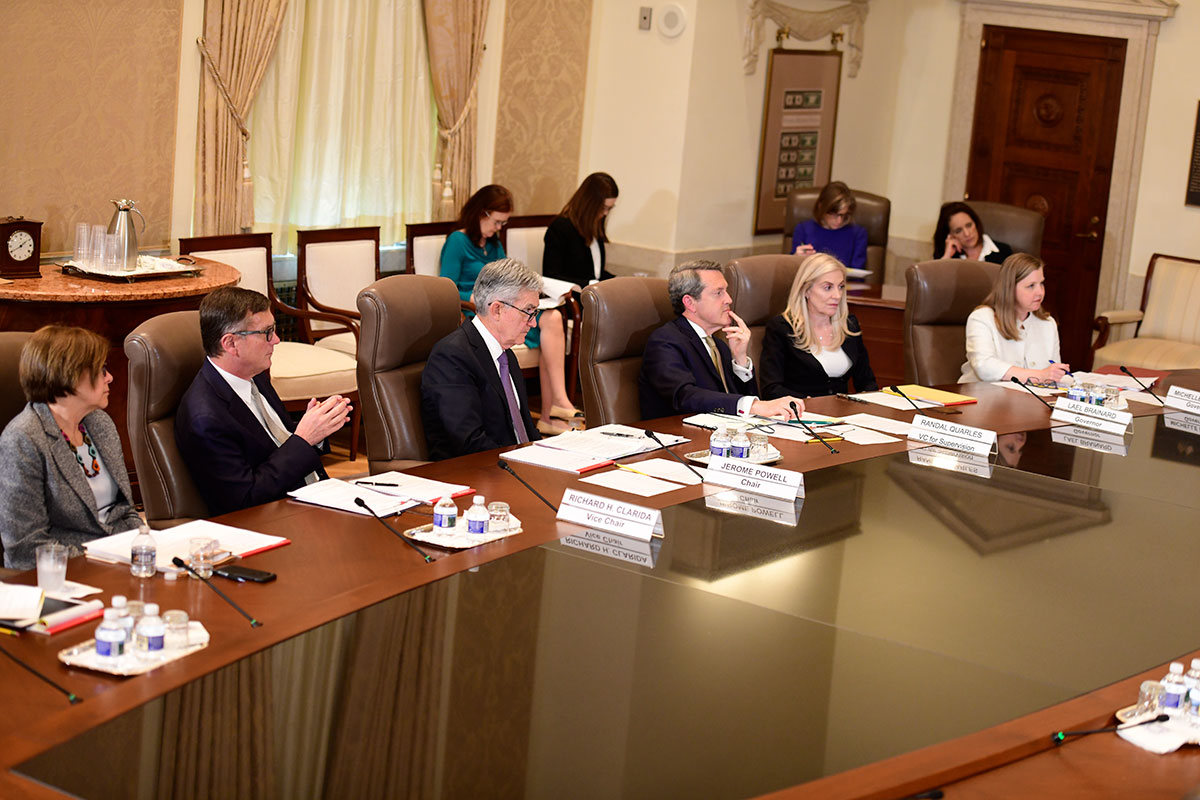
Sammanträde för Federal Reserve i april 2019. Richard H. Clarida (näst längst till vänster vid bordet), Jerome H. Powell, Randal K. Quarles, Lael Brainard och Michelle W. Bowman.

Kärnan i Federal Reserve och det verkliga maktcentret, är Board of Govenors (centralbanksstyrelsen). I styrelsen ska sju personer sitta som är utsedda av USA:s president (och godkända av senaten) för 14 år. Den viktigaste personen i gruppen är centralbankschefen, vilket för närvarande är Jerome H. Powell, som började sin tjänst den 5 februari 2018. Vid sidan om styrelsen har de regionala centralbankerna ett visst inflytande över centralbankens politik liksom Federal Open Market Committee och representanter för större banker som är delägare direkt i The Fed. Bankstyrelsen publicerar regelbundet statistik över den amerikanska ekonomins utveckling och sina egna åtgärder.

### Styrelsen
Källa:  Uppdaterat: 23 september 2023.
|  | Namn                  | Position                                                        |
|  | --------------------- | --------------------------------------------------------------- |
|  | Jerome H. Powell      | Ordförande (Centralbankschef)                                   |
|  | Philip N. Jefferson   | Vice ordförande (Vice centralbankschef)                         |
|  | Michael S. Barr       | Vice ordförande för tillsyn (Vice centralbankschef för tillsyn) |
|  | Michelle W. Bowman    | Ledamöter                                                       |
|  | Lisa D. Cook          | Ledamöter                                                       |
|  | Adriana D. Kugler     | Ledamöter                                                       |
|  | Christopher J. Waller | Ledamöter                                                       |

### Ordförande
De som har lett Federal Reserve Systems sen centralbankssystemet inrättades.
|  | Namn                         | Tidsperiod |
|  | ---------------------------- | ---------- |
|  | Charles S. Hamlin (D)        | 1914–1916  |
|  | William P.G. Harding         | 1916–1922  |
|  | Daniel R. Crissinger (D)     | 1923–1927  |
|  | Roy A. Young (R)             | 1927–1930  |
|  | Eugene I. Meyer (R)          | 1930–1933  |
|  | Eugene R. Black              | 1933–1934  |
|  | Marriner S. Eccles (R)       | 1934–1948  |
|  | Thomas B. McCabe             | 1948–1951  |
|  | William McChesney Martin (D) | 1951–1970  |
|  | Arthur F. Burns (R)          | 1970–1978  |
|  | G. William Miller (D)        | 1978–1979  |
|  | Paul A. Volcker (D)          | 1979–1987  |
|  | Alan Greenspan (R)           | 1987–2006  |
|  | Ben S. Bernanke (R)          | 2006–2014  |
|  | Janet L. Yellen (D)          | 2014–2018  |
|  | Jerome H. Powell (R)         | 2018–      |